# Simone Tempestini
Simone Tempestini (Treviso, 12 agosto 1994) è un pilota di rally rumeno, vincitore del campionato nazionale di categoria nel 2015, 2016 e 2018 e del JWRC 2016 con il team rumeno Napoca Rally Academy.

## Palmarès
- Campionato rumeno rally: 3
2015, 2016 e 2018
- JWRC: 1 e WRC-3: 1
2016 su Citroën DS3 R3T[1]

### Vittorie nel Junior WRC/WRC-3
| # | Stagione | Evento               | Co-pilota            | Auto                |
| - | -------- | -------------------- | -------------------- | ------------------- |
| 1 | 2015     | Rally di Polonia     | Matteo Chiarcossi    | Citroën DS3 R3T Max |
| 2 | 2015     | Tour de Corse        | Matteo Chiarcossi    | Citroën DS3 R3T Max |
| 3 | 2016     | Rally del Portogallo | Giovanni Bernacchini | Citroën DS3 R3T Max |
| 4 | 2016     | Rally di Polonia     | Giovanni Bernacchini | Citroën DS3 R3T Max |
| 5 | 2016     | Rally di Germania    | Giovanni Bernacchini | Citroën DS3 R3T Max |

### Vittorie nell'ERC
| # | Stagione | Evento           | Co-pilota  | Auto                  |
| - | -------- | ---------------- | ---------- | --------------------- |
| 1 | 2024     | Rally d'Ungheria | Sergiu Itu | Škoda Fabia RS Rally2 |

## Risultati nel mondiale rally

### WRC
| 2013 | Scuderia             | Vettura                              |  |  |  |  |  |  |  |     |  |  |  |  |    |  |  |  | Punti | Pos. |
| ---- | -------------------- | ------------------------------------ |  |  |  |  |  |  |  | --- |  |  |  |  | -- |  |  |  | ----- | ---- |
| 2013 | Napoca Rally Academy | Škoda Fabia R2 Subaru Impreza STi R4 |  |  |  |  |  |  |  | Rit |  |  |  |  | 39 |  |  |  | 0     |      |

| 2014 | Scuderia             | Vettura         |  |  |  |    |  |  |     |    |    |  |     |    |     |  |  |  | Punti | Pos. |
| ---- | -------------------- | --------------- |  |  |  | -- |  |  | --- | -- | -- |  | --- | -- | --- |  |  |  | ----- | ---- |
| 2014 | Napoca Rally Academy | Citroën DS3 R3T |  |  |  | 35 |  |  | Rit | 38 | 26 |  | Rit | 31 | Rit |  |  |  | 0     |      |

| 2015 | Scuderia             | Vettura                                                                                    |    |    |     |    |    |    |    |    |  |  |    |    |     |  |  |  | Punti | Pos. |
| ---- | -------------------- | ------------------------------------------------------------------------------------------ | -- | -- | --- | -- | -- | -- | -- | -- |  |  | -- | -- | --- |  |  |  | ----- | ---- |
| 2015 | Napoca Rally Academy | Citroën DS3 R3T Max Subaru Impreza STi N16 Subaru Impreza STi N14 Mitsubishi Lancer Evo IX | 27 | 25 | Rit | 26 | 44 | 39 | 26 | 50 |  |  | 26 | 21 | Rit |  |  |  | 0     |      |

| 2016 | Scuderia             | Vettura        |    |    |  |  |    |  |    |    |    |  |    |  |    |  |  |  | Punti | Pos. |
| ---- | -------------------- | -------------- | -- | -- |  |  | -- |  | -- | -- | -- |  | -- |  | -- |  |  |  | ----- | ---- |
| 2016 | Napoca Rally Academy | Ford Fiesta R5 | 39 | 20 |  |  | 23 |  | 23 | 20 | 17 |  | 23 |  | 30 |  |  |  | 0     |      |

| 2017 | Scuderia     | Vettura        |     |     |  |    |  |    |  |    |    |    |    |    |  |  |  |  | Punti | Pos. |
| ---- | ------------ | -------------- | --- | --- |  | -- |  | -- |  | -- | -- | -- | -- | -- |  |  |  |  | ----- | ---- |
| 2017 | Gekon racing | Citroën DS3 R5 | Rit | Rit |  | 13 |  | 15 |  | 36 | 19 | 15 | 14 | 55 |  |  |  |  | 0     |      |

| 2018 | Scuderia      | Vettura                      |  |  |  |  |  |    |     |    |    |   |    |    |  |  |  |  | Punti | Pos. |
| ---- | ------------- | ---------------------------- |  |  |  |  |  | -- | --- | -- | -- | - | -- | -- |  |  |  |  | ----- | ---- |
| 2018 | Citroën Total | Ford Fiesta R5 Citroën C3 R5 |  |  |  |  |  | 36 | Rit | 36 | 20 | 8 | 15 | 22 |  |  |  |  | 4     | 20º  |

| 2019 | Scuderia | Vettura        |  |  |  |    |  |  |    |    |  |    |  |  |     |  |  |  | Punti | Pos. |
| ---- | -------- | -------------- |  |  |  | -- |  |  | -- | -- |  | -- |  |  | --- |  |  |  | ----- | ---- |
| 2019 |          | Hyundai i20 R5 |  |  |  | 47 |  |  | 18 | 13 |  | 19 |  |  | Rit |  |  |  | 0     |      |

| Legenda | 1º posto | 2º posto | 3º posto | A punti | Senza punti | Ritirato | Squalificato | NP=Non partito C=Gara cancellata | Apice=Power stage |

### WRC-2
| 2015 | Scuderia             | Vettura                                                                |  |   |     |   |  |    |  |  |  |  |  |  |  |  |  |  | Punti | Pos. |
| ---- | -------------------- | ---------------------------------------------------------------------- |  | - | --- | - |  | -- |  |  |  |  |  |  |  |  |  |  | ----- | ---- |
| 2015 | Napoca Rally Academy | Subaru Impreza STi N16 Subaru Impreza STi N14 Mitsubishi Lancer Evo IX |  | 9 | Rit | 6 |  | 17 |  |  |  |  |  |  |  |  |  |  | 8     | 33º  |

| 2016 | Scuderia             | Vettura        |   |   |  |  |  |  |  |  |  |  |  |  |  |  |  |  | Punti | Pos. |
| ---- | -------------------- | -------------- | - | - |  |  |  |  |  |  |  |  |  |  |  |  |  |  | ----- | ---- |
| 2016 | Napoca Rally Academy | Ford Fiesta R5 | 9 | 9 |  |  |  |  |  |  |  |  |  |  |  |  |  |  | 4     | 37º  |

| 2017 | Scuderia     | Vettura        |  |  |  |   |  |   |  |    |   |   |   |    |  |  |  |  | Punti | Pos. |
| ---- | ------------ | -------------- |  |  |  | - |  | - |  | -- | - | - | - | -- |  |  |  |  | ----- | ---- |
| 2017 | Gekon racing | Citroën DS3 R5 |  |  |  | 4 |  | 3 |  | 10 | 5 | 6 | 5 | 20 |  |  |  |  | 55    | 8º   |

| 2018 | Scuderia      | Vettura                      |  |  |  |  |  |    |     |   |    |   |   |    |  |  |  |  | Punti | Pos. |
| ---- | ------------- | ---------------------------- |  |  |  |  |  | -- | --- | - | -- | - | - | -- |  |  |  |  | ----- | ---- |
| 2018 | Citroën Total | Ford Fiesta R5 Citroën C3 R5 |  |  |  |  |  | 16 | Rit | 9 | 10 | 2 | 7 | 10 |  |  |  |  | 28    | 15º  |

| 2019 | Scuderia | Vettura        |  |  |  |    |  |  |    |   |  |   |  |  |     |  |  |  | Punti | Pos. |
| ---- | -------- | -------------- |  |  |  | -- |  |  | -- | - |  | - |  |  | --- |  |  |  | ----- | ---- |
| 2019 |          | Hyundai i20 R5 |  |  |  | 11 |  |  | 10 | 3 |  | 4 |  |  | Rit |  |  |  | 28    | 17º  |

| Legenda | 1º posto | 2º posto | 3º posto | A punti | Senza punti | Ritirato | Squalificato | NP=Non partito C=Gara cancellata | Apice=Power stage |

### WRC-3
| 2014 | Scuderia             | Vettura         |  |  |  |   |  |  |     |   |   |  |     |  |     |  |  |  | Punti | Pos. |
| ---- | -------------------- | --------------- |  |  |  | - |  |  | --- | - | - |  | --- |  | --- |  |  |  | ----- | ---- |
| 2014 | Napoca Rally Academy | Citroën DS3 R3T |  |  |  | 6 |  |  | Rit | 6 | 5 |  | Rit |  | Rit |  |  |  | 26    | 7º   |

| 2015 | Scuderia | Vettura             |   |  |  |  |   |  |   |    |  |  |   |   |     |  |  |  | Punti | Pos. |
| ---- | -------- | ------------------- | - |  |  |  | - |  | - | -- |  |  | - | - | --- |  |  |  | ----- | ---- |
| 2015 |          | Citroën DS3 R3T Max | 4 |  |  |  | 7 |  | 1 | 10 |  |  | 1 | 4 | Rit |  |  |  | 81    | 3º   |

| 2016 | Scuderia | Vettura             |  |  |  |  |   |  |   |   |   |  |   |  |   |  |  |  | Punti | Pos. |
| ---- | -------- | ------------------- |  |  |  |  | - |  | - | - | - |  | - |  | - |  |  |  | ----- | ---- |
| 2016 |          | Citroën DS3 R3T Max |  |  |  |  | 1 |  | 1 | 2 | 1 |  | 4 |  | 2 |  |  |  | 123   | 1º   |

| Legenda | 1º posto | 2º posto | 3º posto | A punti | Senza punti | Ritirato | Squalificato | NP=Non partito C=Gara cancellata | Apice=Power stage |

### Junior WRC
| 2014 | Scuderia             | Vettura         |  |  |  |   |  |  |     |   |   |  |     |  |     |  |  |  | Punti | Pos. |
| ---- | -------------------- | --------------- |  |  |  | - |  |  | --- | - | - |  | --- |  | --- |  |  |  | ----- | ---- |
| 2014 | Napoca Rally Academy | Citroën DS3 R3T |  |  |  | 6 |  |  | Rit | 5 | 5 |  | Rit |  | Rit |  |  |  | 28    | 8º   |

| 2015 | Scuderia | Vettura             |   |  |  |  |   |  |   |   |  |  |  |   |     |  |  |  | Punti | Pos. |
| ---- | -------- | ------------------- | - |  |  |  | - |  | - | - |  |  |  | - | --- |  |  |  | ----- | ---- |
| 2015 |          | Citroën DS3 R3T Max | 4 |  |  |  | 6 |  | 1 | 9 |  |  |  | 3 | Rit |  |  |  | 62    | 4º   |

| 2016 | Scuderia | Vettura             |  |  |  |  |   |  |   |   |   |  |   |  |   |  |  |  | Punti | Pos. |
| ---- | -------- | ------------------- |  |  |  |  | - |  | - | - | - |  | - |  | - |  |  |  | ----- | ---- |
| 2016 |          | Citroën DS3 R3T Max |  |  |  |  | 1 |  | 1 | 2 | 1 |  | 4 |  | 2 |  |  |  | 123   | 1º   |

| Legenda | 1º posto | 2º posto | 3º posto | A punti | Senza punti | Ritirato | Squalificato | NP=Non partito C=Gara cancellata | Apice=Power stage |

## Risultati nell'europeo rally
| Anno | Scuderia                   | Vettura                                                 | 1       | 2       | 3       | 4       | 5      | 6       | 7       | 8       | 9      | 10     | 11  | 12  | Pos. | Punti |
| ---- | -------------------------- | ------------------------------------------------------- | ------- | ------- | ------- | ------- | ------ | ------- | ------- | ------- | ------ | ------ | --- | --- | ---- | ----- |
| 2013 | Napoca Rally Academy       | Subaru Impreza STi R4 Subaru Impreza STi N15            | JAN     | LIE 21  | ISO     | AZZ Rit | COR    | YPR     | SIB Rit | BAR Rit | POL 26 | CRO 16 | SAN | VAL |      | 0     |
| 2014 |                            | Subaru Impreza STi R4 Škoda Fabia S2000 Citroën DS3 R3T | JAN Rit | LIE 18  | ACR Rit | IRL     | AZZ    | YPR     | EST Rit | BAR     | CIP    | VAL    | COR |     |      | 0     |
| 2015 | Citroën DS3 R3T Max        | JAN 13                                                  | LIE     | IRL     | AZZ     | YPR     | EST    | BAR     | CIP     | ACR     | VAL    |        |     |     | 0    |       |
| 2017 | Citroën DS3 R5             | AZZ                                                     | ISO     | ACR     | CIP     | RZE     | BAR    | ROM 5   | LIE     |         |        |        |     | 24° | 15   |       |
| 2018 | Abarth 124 Rally RGT       | AZZ                                                     | ISO     | ACR     | CIP     | ROM     | BAR 17 | POL 16  | LIE 17  |         |        |        |     |     | 0    |       |
| 2020 | Citroën Rally Team Hungary | Škoda Fabia R5 Citroën C3 R5                            | ROM 5   | LIE     | FAF     | UNG     | ISO 14 |         |         |         |        |        |     |     | 19°  | 21    |
| 2021 |                            | Škoda Fabia Rally2 evo                                  | POL Rit | LIE 10  | ROM 7   | BAR     | AZZ    | SER Rit | UNG     | ISO     |        |        |     |     | 22°  | 21    |
| 2022 | SER Rit                    | Škoda Fabia Rally2 evo                                  | AZZ 4   | ISO 8   | POL 5   | LIE 9   | ROM 6  | BAR     | CAT     |         |        |        |     | 4°  | 79   |       |
| 2023 | SER 6                      | Škoda Fabia Rally2 evo                                  | ISO     | POL 8   | LIE     | SCA     | ROM 15 | BAR 10  | UNG     |         |        |        |     | 20° | 25   |       |
| 2024 | Team MRF Tyres             | Škoda Fabia RS Rally2 Volkswagen Polo GTI R5            | UNG 13  | ISO     | SCA 10  | EST Rit | ROM 4  | BAR     | CER Rit | SIL Rit |        |        |     |     | 6°   | 59    |
| 2025 | Team MRF Tyres             | Škoda Fabia RS Rally2                                   | SIE Rit | UNG Rit | SCA 9   | POL 63  | ROM    | BAR     | CER     | CRO     |        |        |     |     |      | 27    |